# صالة رياضية بلدية تانكريدو نيفيس
صالة رياضية بلدية تانكريدو نيفيس (بالبرتغالية: Ginásio Municipal Tancredo Neves‏) هي ساحة رياضية داخلية تقع في أوبرلانديا، البرازيل.